# Blue Dragon Film Award du meilleur réalisateur
Le Blue Dragon Film Award du meilleur réalisateur (청룡영화상 최우수 감독상) est une récompense du cinéma décernée tous les ans dans le cadre des Blue Dragon Film Awards et qui récompense le meilleur réalisateur de l'année.

## Palmarès

### Années 1960
- 1963 : Lee Man-hee pour Toraoji annun haebyong (돌아오지 않는 해병)
- 1964 : Yu Hyǒn-mok pour Ingyeo ingan (잉여인간)
- 1965 : Kim Soo-yong pour Jeo haneuledo seulpeumi (저 하늘에도 슬픔이)
- 1966 : Lee Man-hee pour Shijang (시장)
- 1967 : Kim Soo-yong pour Shigyeokjangui aideul (산불)
- 1969 : Yu Hyǒn-mok pour Cainui huye (카인의 후예)

### Années 1970
- 1970 : Choi Ha-won pour Dokjitneun neulgeuni (독짓는 늙은이)
- 1971 : Kim Ki-young pour La Femme de feu (화녀, Hwanyeo)
- 1972 : Kim Hyo-cheon pour Seokhwachon (석화촌)
- 1973 : Jung Jin-woo pour Seom gaeguli manse (섬 개구리 만세)

### Années 1990
- 1990 : Jeong Ji-yeong pour Nambugun (남부군)
  - Park Kwang-su pour La République noire (그들도 우리처럼, Geudeuldo uricheoreom)
  - Park Chul-soo pour Mulwireul geodneun yeoja (물위를 걷는 여자)
  - Im Kwon-taek pour Le Fils du général (장군의 아들, Janggunui adeul)
  - Jang Sun-woo pour A Short Love Affair (우묵배미의 사랑, Umugbaemiui salang)

- 1991 : Im Kwon-taek pour L'Aube de la civilisation (개벽, Gaebyeok)
  - Kwak Ji-kyoon pour Jeolmeun nalui chosang (젊은날의 초상)
  - Kim Ho-sun pour Saui chanmi (사의 찬미)
  - Park Kwang-su pour Berlin Report (베를린리포트)
  - Jang Gil-su pour Eunmaneun oji anhneunda (은마는 오지 않는다)

- 1992 : Park Jong-won pour Notre héros défiguré (우리들의 일그러진 영웅, Urideului ilgeuleojin yeongung)
  - Kang Woo-seok pour Mister Mama (미스터 맘마)
  - Wan Seon-woo pour Piwa bul (피와 불)
  - Jang Sun-woo pour Gyeongmajang ganeun gil (경마장 가는 길)
  - Jeong Ji-yeong pour White Badge (하얀 전쟁, Hayan jeonjaeng)

- 1993 : Kim Yoo-jin pour Chamgyeoneun no salaneun oh-yeah (참견은 노, 사랑은 오예)
  - Lee Myeong-se pour Premier Amour (첫사랑, Cheossalang)
  - Lee Hyun-seung pour Geudae anui blue (그대 안의 블루)
  - Im Kwon-taek pour La Chanteuse de pansori (서편제, Seopyeonje)
  - Jang Sun-woo pour Hwaomkyung (화엄경)

- 1994 : Jang Sun-woo pour Neoege nareul bonaenda (너에게 나를 보낸다)
  - Im Kwon-taek pour Les Monts Taebaek (태백산맥, Taebaek sanmaek)
  - Kang Woo-seok pour Two Cops (투캅스)
  - Jeong Ji-yeong pour Hollywood Kid eu saengae (헐리우드 키드의 생애)
  - Jang Hyun-soo pour Gameui beobjig (게임의 법칙)

- 1995 : Park Kwang-su pour Jeon Tae-il (아름다운 청년 전태일, Areumdaun cheongnyeon Jeon Tae-il)
  - Kang Woo-seok pour Manura jugigi (마누라 죽이기)
  - Kim Yeong-bin pour Terrorist (테러리스트)
  - Park Chul-soo pour Samgong-il samgong-i (삼공일삼공이)
  - Oh Byeong-cheol pour Va toute seule comme la corne du rhinocéros (무소의 뿔처럼 혼자서 가라, Musoui ppulcheoleom honjaseo gal)

- 1996 : Im Kwon-taek pour Festival (축제, Chukje)
  - Kang Woo-seok pour Two Cops 2 (투캅스2)
  - Park Chul-soo pour Haksaeng bukgun shinwi (학생 부군 신위)
  - Lee Myeong-se pour L'Amour fou (지독한 사랑, Jidokhan sarang)
  - Jang Sun-woo pour A Petal (꽃잎, Ggotip)

- 1997 : Lee Chang-dong pour Green Fish (초록 물고기, Chorok mulgogi)
  - Kim Seong-su pour Beat (비트)
  - Jang Sun-woo pour Timeless Bottomless Bad Movie (나쁜 영화, Nappeun yeonghwa)
  - Jang Yun-hyeon pour Le Contact (접속, Cheobsok)
  - Im Kwon-taek pour Chang la prostituée (창, Chang)

- 1998 : Hong Sang-soo pour Le Pouvoir de la province de Kangwon (강원도의 힘, Gangwon-do ui him)
  - Kang Woo-seok pour Saenggwabu uijaryo cheonggu sosong (생과부 위자료 청구 소송)
  - Kim Yoo-jin pour Yagsog (약속)
  - Lee Jae-yong pour Jeongsa (정사)
  - Hur Jin-ho pour Palwolui Christmas (8월의 크리스마스)

- 1999 : Kang Je-gyu pour Nom de code : Shiri (쉬리, Swiri)
  - Kim Sang-jin pour Attack the Gas Station! (주유소 습격 사건, Juyuso seubgyuksageun)
  - Park Jong-won pour Songeo (송어)
  - Lee Myeong-se pour Sur la trace du serpent (인정사정 볼것없다, Injeong sajeong bol geot eobtda)
  - Chang Yoon-hyun pour La 6e Victime (텔 미 썸딩, Tell Me Something)

### Années 2000
- 2000 : Park Chan-wook pour Joint Security Area (공동경비구역 JSA, Gongdonggyeongbiguyeok JSA)
  - Kim Jee-woon pour Foul King (반칙왕, Banchikwang)
  - Lee Chang-dong pour Peppermint Candy (박하사탕, Bakha satang)
  - Im Kwon-taek pour Le Chant de la fidèle Chunhyang (춘향뎐, Chunhyangjeon)
  - Hong Sang-soo pour La Vierge mise à nu par ses prétendants (오! 수정, Oh! Soo-jung)

- 2001 : Song Hae-seong pour Failan (파이란)
  - Kwak Gyeong-taek pour Friend (친구, Chingu)
  - Kim Seong-su pour Musa, la princesse du désert (무사, Musa)
  - Jang Jin pour Guns and Talks (킬러들의 수다, Killerdeului suda)
  - Hur Jin-ho pour One Fine Spring Day (봄날은 간다, Bomnaleun ganda)

- 2002 : Im Kwon-taek pour Ivre de femmes et de peinture (취화선, Chihwaseon)
  - Kang Woo-seok pour Public Enemy (공공의 적, Gonggongui jeog)
  - Kim Sang-jin pour Gwangbokjeol teuksa (광복절 특사)
  - Park Chan-wook pour Sympathy for Mister Vengeance (복수는 나의 것, Boksuneun naui geot)
  - Lee Jeong-hyang pour Jiburo (집으로…, Jibeuro…)

- 2003 : Park Chan-wook pour Old Boy (올드보이)
  - Kwak Jae-yong pour The Classic (클래식, Classic)
  - Bong Joon-ho pour Memories of Murder (살인의 추억, Salinui chueok)
  - Lee Jae-yong pour Untold Scandal (스캔들 - 조선남녀상열지사, Seukaendeul - Joseonnamnyeosangyeoljisa)
  - Im Sang-soo pour Une femme coréenne (바람난 가족, Baramnan gajok)

- 2004 : Kang Woo-seok pour Silmido (실미도)
  - Kang Je-gyu pour Frères de sang (태극기 휘날리며, Taegukgi hwinallimyeo)
  - Kim Ki-duk pour Locataires (빈집, Bin-jip)
  - Park Heung-shik pour My Mother, the Mermaid (인어공주, Ineogongju)
  - Yoo Ha pour Once Upon a Time in High School (말죽거리 잔혹사, Maljukgeori janhoksa)

- 2005 : Park Jin-pyo pour Tu es mon destin (너는 내 운명, Neoneun nae unmyeong)
  - Im Sang-soo pour The President's Last Bang (그때 그사람들, Geuddae geusaramdeul)
  - Kim Dae-seung pour Hyeolui nu (혈의 누)
  - Kim Jee-woon pour A Bittersweet Life (달콤한 인생, Dalkomhan insaeng)
  - Park Chan-wook pour Lady Vengeance (친절한 금자씨, Chinjeolhan geumjassi)

- 2006 : Kim Tae-yong pour Family Ties (가족의 탄생, Gajokeui tansaeng)
  - Bong Joon-ho pour The Host (괴물, Gwoemul)
  - Choi Dong-hoon pour Tazza: The High Rollers (타짜, Tajja)
  - Lee Joon-ik pour Le Roi et le Clown (왕의 남자, Wangeui namja)
  - Yoo Ha pour A Dirty Carnival (비열한 거리, Biyeolhan geori)

- 2007 : Hur Jin-ho pour Haengbok (행복)
  - Han Jae-rim pour Uahan segye (우아한 세계)
  - Kim Ji-hoon pour May 18 (화려한 휴가, Hwaryeohan hyuga)
  - Kim Yong-hwa pour 200 kilos de beauté (미녀는 괴로워, Minyeoneun goerowo)
  - Park Jin-pyo pour Voice of a Murderer (그놈 목소리, Geunom moksori)

- 2008 : Kim Jee-woon pour Le Bon, la Brute et le Cinglé (좋은 놈, 나쁜 놈, 이상한 놈, Joheun nom, Nappeun nom, Isanghan nom)
  - Kim Tae-gyun pour Crossing (크로싱)
  - Kim Yoo-jin pour Singijeon (신기전)
  - Won Shin-yeon pour Seven Days (세븐 데이즈)
  - Yim Soon-rye pour Forever the Moment (우리 생애 최고의 순간, Uri saengae choego-ui sungan)

- 2009 : Kim Yong-hwa pour Take Off (국가대표, Gukga daepyo)
  - Bong Joon-ho pour Mother (마더, Madeo)
  - Jang Jin pour Good Morning President (굿모닝 프레지던트)
  - Park Chan-wook pour Thirst, ceci est mon sang (박쥐, Bakjwi)
  - Yoon Je-kyoon pour The Last Day (해운대, Haeundae)

### Années 2010
- 2010 : Kang Woo-seok pour Moss (이끼, Iggi)
  - Choi Dong-hoon pour Woochi, le magicien des temps modernes (전우치, Jeonwoochi)
  - Im Sang-soo pour The Housemaid (하녀, Hanyeo)
  - Jang Hoon pour The Secret Reunion (의형제, Uihyeongje)
  - Lee Jeong-beom pour The Man from Nowhere (아저씨, Ajeossi)

- 2011 : Ryoo Seung-wan pour The Unjust (부당거래, Moodanggeorae)
  - Hwang Dong-hyeok pour Silenced (도가니, Dogani)
  - Jang Hoon pour Gojijeon (고지전)
  - Kang Hyeong-cheol pour Sunny (써니)
  - Kim Han-min pour War of the Arrows (최종병기 활, Choejongbyeonggi hwal)

- 2012 : Jeong Ji-yeong pour Bureojin hwasal (부러진 화살)
  - Choi Dong-hoon pour Les Braqueurs (도둑들, Dodukdeul)
  - Choo Chang-min pour Masquerade (광해: 왕이 된 남자, Gwanghae: Wangi doen namja)
  - Kim Ki-duk pour Pieta (피에타)
  - Yoon Jong-bin pour Nameless Gangster (범죄와의 전쟁, Bumchoiwaui junjaeng)

- 2013 : Bong Joon-ho pour Snowpiercer : Le Transperceneige (설국열차, Seolgungnyeolcha)
  - Han Jae-rim pour Gwansang (관상)
  - Lee Joon-ik pour Wish (소원, So-won)
  - Park Hoon-jung pour New World (신세계, Sinsegye)
  - Ryoo Seung-wan pour The Agent (베를린, Berlin)

- 2014 : Kim Han-min pour The Admiral: Roaring Currents (명량-회오리바다, Myeonglyang: hoeolibada)
  - Hwang Dong-hyeok pour Miss Granny (수상한 그녀, Soosanghan geunyeo)
  - Kim Seong-hoon pour Hard Day (끝까지 간다, Ggeutggaji ganda)
  - Lee Seok-hoon pour The Pirates (해적: 바다로 간 산적, Haejeog: badalo gan sanjeog)
  - Yim Soon-rye pour Whistle Blower (제보자, Jeboja)

- 2015 : Ryoo Seung-wan pour Vétéran (베테랑)
  - Choi Dong-hoon pour Assassination (암살, Amsal)
  - Kwak Kyung-taek pour Geukbisusa (극비수사)
  - Lee Joon-ik pour Sado (사도)
  - Yoon Je-kyoon pour Ode to My Father (국제시장, Gukjesijang)

- 2016 : Na Hong-jin pour The Strangers (곡성, Gokseong)
  - Kim Jee-woon pour The Age of Shadows (밀정, Miljeong)
  - Lee Joon-ik pour Dongju : Portrait d'un poète (동주, Dong-joo)
  - Park Chan-wook pour Mademoiselle (아가씨, Agassi)
  - Woo Min-ho pour Inside Men (내부자들, Naeboojadeul)

- 2017 : Kim Hyeon-seok pour I Can Speak (아이 캔 스피크)
  - Byun Sung-hyun pour Sans pitié (불한당: 나쁜 놈들의 세상, Bulhadang: Nabbeun nomdeului sesang)
  - Hwang Dong-hyeok pour The Fortress (남한산성, Namhansanseong)
  - Jang Hoon pour A Taxi Driver (택시 운전사, Taeksi unjeonsa)
  - Lee Joon-ik pour Park Yeol (박열)

- 2018 : Yoon Jong-bin pour The Spy Gone North (공작, Gongjak)
  - Jang Joon-hwan pour 1987: When the Day Comes (1987)
  - Kim Yong-hwa pour Along With the Gods : Les Deux Mondes (신과함께: 죄와 벌, Singwahamkke: Joewa beol)
  - Min Gyoo-dong pour Herstory (허스토리)
  - Yim Soon-rye pour Petite Forêt (리틀 포레스트, Little Forrest)

- 2019 : Bong Joon-ho pour Parasite (기생충, Gisaengchung)
  - Kang Hyeong-cheol pour Swing Kids (스윙키즈)
  - Won Shin-yeon pour The Battle: Roar to Victory (봉오동 전투, Bongodong Jeontoo)
  - Lee Byeong-heon pour Korean Fried Chicken (극한직업, Geukan jigeop)
  - Jang Jae-hyeon pour Svaha: The Sixth Finger (사바하, Sabaha)

### Années 2020
- 2020 : Lim Dae-hyung pour Moonlit Winter (윤희에게, Yunhuiege)
  - Yeon Sang-ho pour Peninsula (반도, Bando)
  - Yang Woo-seok pour Steel Rain 2: Summit (강철비2: 정상회담, Gangcheolbi 2: Jeongsanghwedam)
  - Woo Min-ho pour L'Homme du président (남산의 부장들, Namsanui bujangdeul)
  - Hong Won-chan pour Deliver Us from Evil (다만 악에서 구하소서, Daman akeseo goohasoseo)

- 2021 : Ryoo Seung-wan pour Escape from Mogadishu (모가디슈, Mogadisyu)
  - Lee Joon-ik pour The Book of Fish (자산어보, Jasaneobo)
  - Park Hoon-jung pour Night in Paradise (낙원의 밤, Nagwonui bam)
  - Lee Seung-won pour Sejamae (세자매)
  - Jo Sung-hee pour Space Sweepers (승리호, Seungriho)

- 2022 : Park Chan-wook pour Decision to Leave (헤어질 결심, Heeojil gyeolsim)
  - Byun Sung-hyun pour Kingmaker (킹메이커)
  - Kim Han-min pour Hansan : La Bataille du dragon (한산: 용의 출현, Hansan: Yongui chulhyeon)
  - Han Jae-rim pour Défense d'atterrir (비상선언, Bisangseongeon)
  - Hirokazu Kore-eda pour Les Bonnes Étoiles (브로커, Broker)

- 2023 : Eom Tae-hwa pour Concrete Utopia (콘크리트 유토피아)
  - Kim Jee-woon pour Ça tourne à Séoul ! (거미집, Geomijip)
  - Ryoo Seung-wan pour Smugglers (밀수)
  - Lee Han pour Honey Sweet (달짝지근해: 7510, Daljjakjigeunhae: 7510)
  - July Jung pour About Kim Sohee (다음 소희, Daeum Sohee)

- 2024 : Jang Jae-hyeon pour Exhuma (파묘, Pamyo)
  - Ryoo Seung-wan pour Vétéran 2 (베테랑 2)
  - Kim Seong-su pour Seoul Spring (서울의 봄, Seoul-ui bom)
  - Kim Tae-yong pour Wonderland (원더랜드)
  - Lee Jong-pil pour Escape (탈주, Talju)